# Далгрен (тауншип, Миннесота)
Далгрен (англ. Dahlgren) — тауншип в округе Карвер, Миннесота, США. На 2000 год его население составило 1453 человека.

## География
По данным Бюро переписи населения США площадь тауншипа составляет 93,0 км², из которых 91,9 км² занимает суша, а 1,1 км² — вода (1,22 %).

## Демография
По данным переписи населения 2000 года здесь находились 1453 человека, 479 домохозяйств и 403 семьи.  Плотность населения —  15,8 чел./км².  На территории тауншипа расположено 483 постройки со средней плотностью 5,3 построек на один квадратный километр. Расовый состав населения: 98,76 % белых, 0,21 % коренных американцев, 0,34 % азиатов, 0,14 % — других рас США и 0,55 % приходится на две или более других рас. Испанцы или латиноамериканцы любой расы составляли 0,21 % от популяции тауншипа.
Из 479 домохозяйств в 40,7 % воспитывались дети до 18 лет, в 76,8 % проживали супружеские пары, в 4,8 % проживали незамужние женщины и в 15,7 % домохозяйств проживали несемейные люди. 10,6 % домохозяйств состояли из одного человека, при том 3,8 % из — одиноких пожилых людей старше 65 лет. Средний размер домохозяйства — 3,03, а семьи — 3,28 человека.
29,7 % населения — младше 18 лет, 6,8 % — в возрасте от 18 до 24 лет, 31,2 % — от 25 до 44, 23,9 % — от 45 до 64, и 8,4 % — старше 65 лет. Средний возраст — 38 лет. На каждые 100 женщин приходилось 110,3 мужчин.  На каждые 100 женщин старше 18 приходилось 111,0 мужчин.
Средний годовой доход домохозяйства составлял 63 224 доллара, а средний годовой доход семьи —  68 977 долларов. Средний доход мужчин —  41 250  долларов, в то время как у женщин — 28 477. Доход на душу населения составил 23 747 долларов. За чертой бедности находились 1,0 % семей и 2,6 % всего населения тауншипа, из которых 2,2 % младше 18 и 4,8 % старше 65 лет.